# 涅梅茨卡
涅梅茨卡是位於斯洛伐克中部班斯卡-比斯特里察州布雷茲諾區的一个村庄和基層政體。涅梅茨卡的意思是“德国村”，意思是這個地方的村民或一部分人来自德国。
1281年，歷史文獻首次記載涅梅茨卡。起初村民大多是农民和林业工人。后来當地出現了石灰厂、砖厂。18世纪开始，當地出現了鞋带制造業。
第二次世界大战期间，德国为了镇压斯洛伐克民族起义，在當地处决了900多人。
第二次世界大战后，當地修建了一座大屠杀纪念碑，并在一個建築內佈置一个小型展览，全年向游客开放。